# Jaufre de Pons
Jaufre de Pons, o Pon (fl. XIII secolo), è stato un cavaliere medievale e trovatore francese del XIII secolo originario del castello di Pons nella March di Poitou, nel Saintonge.
Ha composto tenzones con il suo castellano, Rainaut de Pons. Ci sono pervenute soltanto due delle sue tensos e solo una composta insieme a Rainaut ("Seign'en Jaufre, respondetz mi, si·us platz"). L'altro componimento è un partimen con Guiraut Riquier ("Guiraut Riquier, diatz me," scritta probabilmente nel 1270 o 1280–1281). La parte di Jaufre nella discussione consiste nel porre semplicemente domande giovanili riguardo all'amore al solo scopo di ricevere l'abile e pungente risposta di Guiraut in forma proverbiale.
Jaufre era probabilmente il marito di Isabeau, figlia di Enrico II di Rodez, mecenate dei trovatori. Nel 1292 egli rendeva omaggio al signore di Châteauroux. Alcuni studiosi hanno sospettato che ci fossero stati più di un Jaufre de Pons (uno del Saintonge e un altro del Tolosano). Un Jaufre è stato collocato tra il 1200 e il 1220. Considerato il grande numero di Jaufres signori di Pons, identificare il trovatore tra di loro o i loro parenti risulta difficile, data la scarsa documentazione.